# Zorzines submontana
Zorzines submontana là một loài bướm đêm trong họ Noctuidae.